# Під'ячево
Під'я́чево (рос. Подъячево) — село у складі Дмитровського міського округу Московської області, Росія.

## Населення
Населення — 856 осіб (2010; 949 у 2002).
Національний склад (станом на 2002 рік):
- росіяни — 95 %